# Paola Croce
Paola Croce est une ancienne joueuse italienne de volley-ball née le 6 mars 1978 à Rome. Elle mesure 1,67 m et jouait au poste de libero. Elle a totalisė 112 sélections en équipe d'Italie.

## Clubs
| Club                  | Pays   | De           | À             |
| --------------------- | ------ | ------------ | ------------- |
| Sirio Perugia         | Italie | 2001-2002    | 2003-2004     |
| Volley Bergamo        | Italie | 2004-2005    | 2007-2008     |
| River Volley Piacenza | Italie | 2008-2009    | 2009-2010     |
| RC Cannes             | France | oct 2010     | novembre 2010 |
| Universal Modena      | Italie | 2011-2012    | 2012-2013     |
| Tiboni Urbino         | Italie | janvier 2013 | mai 2013      |

## Palmarès

### Équipe nationale
- Championnat d'Europe (2)
  - Vainqueur : 2007, 2009
- Coupe du monde 
  - Vainqueur : 2011

### Clubs
- Ligue des champions (2)
  - Vainqueur : 2005, 2007
- Championnat d'Italie (2)
  - Vainqueur : 2003, 2006
- Coupe d'Italie (2)
  - Vainqueur :  2003, 2008
- Supercoupe d'Italie
  - Finaliste : 2004